# Juan Frigola i Masclans
Juan Frigola i Masclans (Barcelona, 1934 - Barcelona, 2018) fou un professor de llengua de signes català.
Fou el primer professor de la llengua de signes catalana (LSC) i autor, juntament amb el doctor Jordi Perelló, del primer manual de llengua de signes catalana, l'any 1987, titulat “Lenguaje de Signos Manuales”. Reconegut i apreciat membre de la comunitat sorda catalana, va destacar per la seva gran tasca docent i de difusió de la LSC durant més de 30 anys. L'any 1996 va fundar la primera associació de professors de LSC, l'APROLSC, l'any 2014 va ser guardonat amb el Premi de la LSC de la Federació de Persones Sordes de Catalunya i el 2015 amb el Premi LSC de Foment de la Llengua de Signes Catalana.